# Pavillon (Freibad Ingolstadt)
Der Pavillon des Ingolstädter Freibads wurde 1971 nach Plänen des Ingolstädter Architekten Manfred Törmer errichtet. Der Nachkriegsbau ist unter der Aktennummer D-1-61-000-965 in der Denkmalliste Bayern eingetragen.

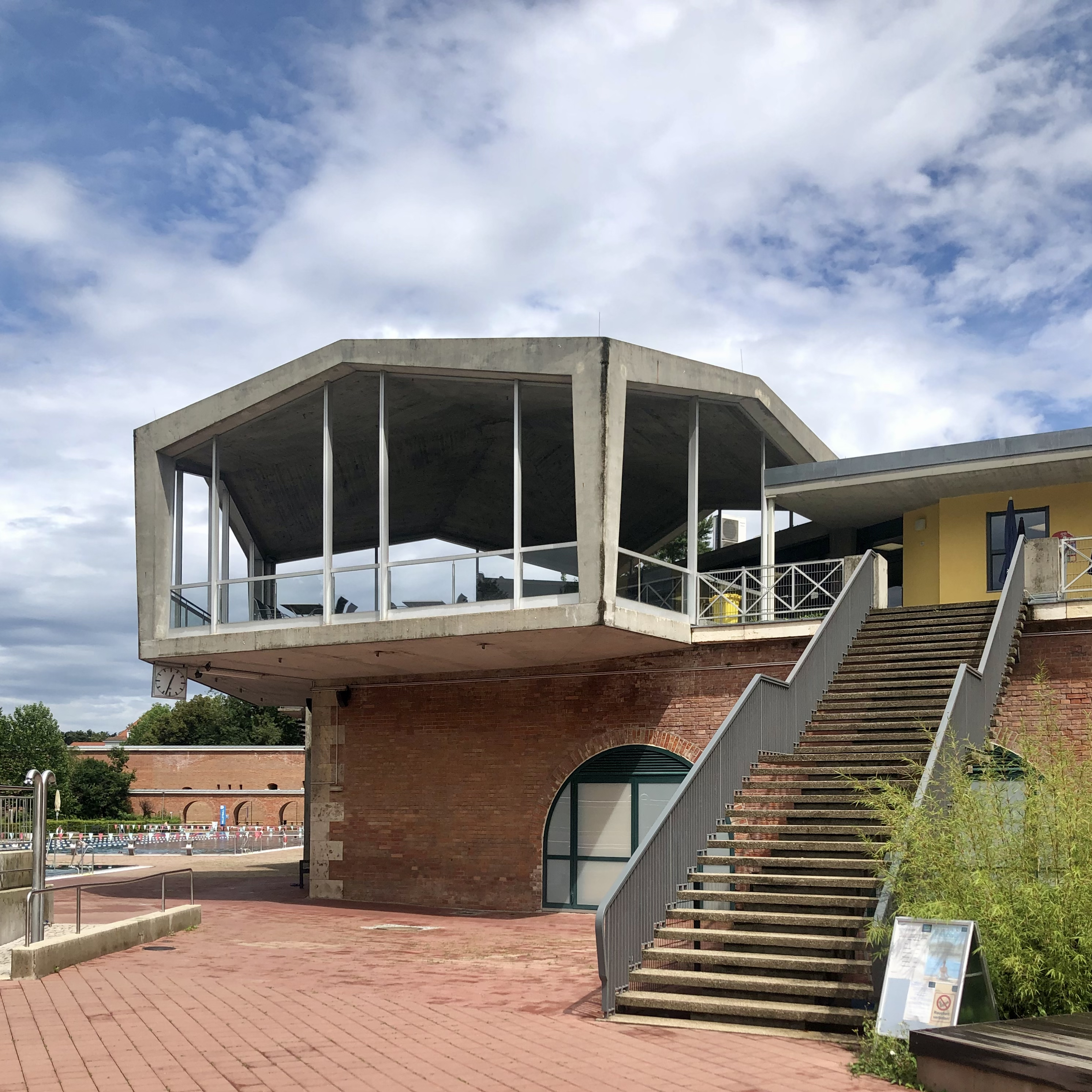
Außenansicht

## Lage
Der fünfeckige Verkaufspavillon befindet sich direkt auf der Festungsmauer in der Jahnstraße 29.

## Geschichte und Architektur

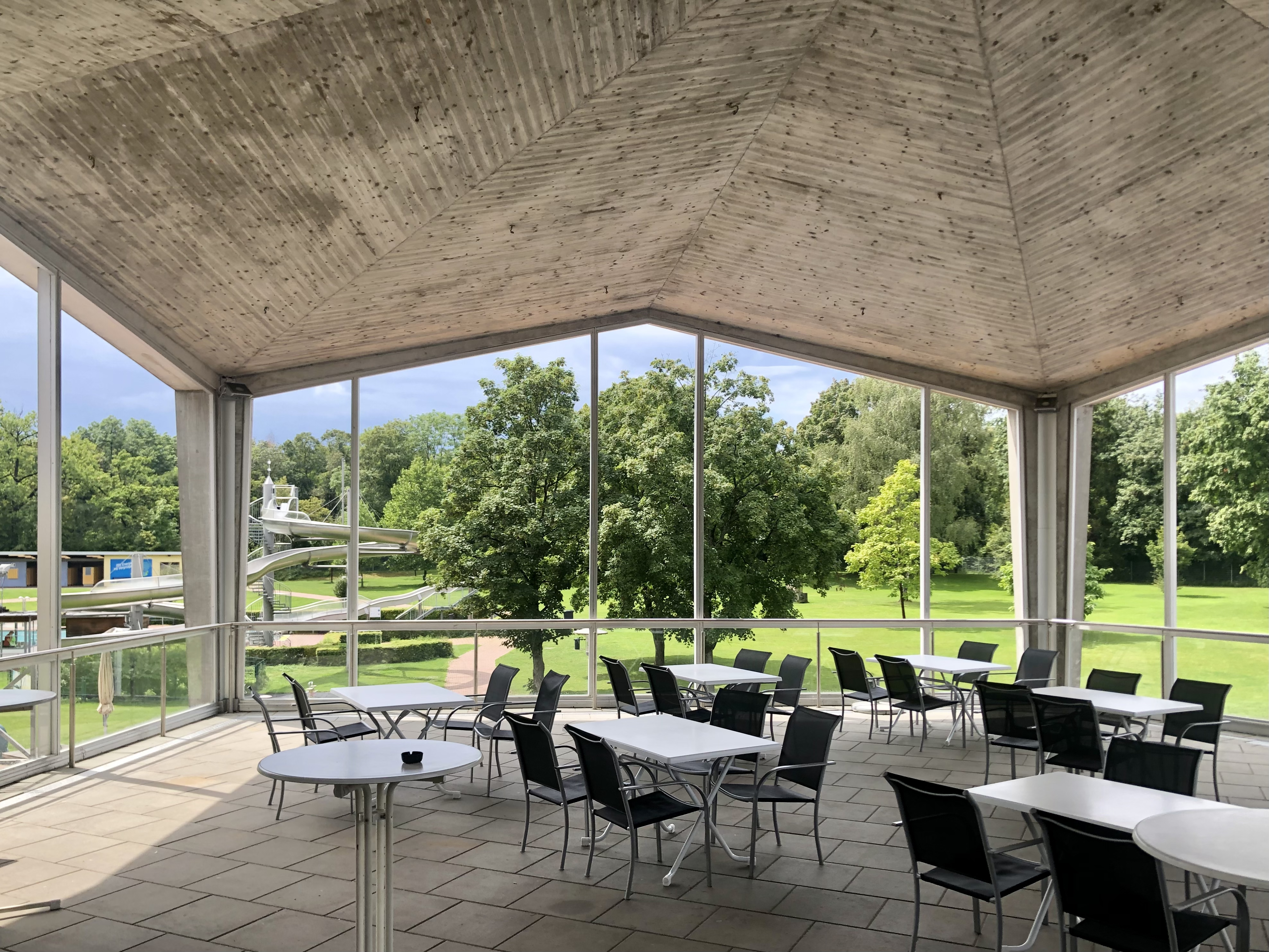
Innenansicht

Der vorkragende Betonpavillon mit Zeltdach wurde zwischen 1970 und 1971 für das Freibad erbaut. Die seitlich freitragenden Treppen, der Pavillon und die Küche wurde von Manfred Törmer entworfen.

## Denkmal
Der vorkragender Betonpavillon mit Zeltdach des Freibades mit Cafeteria und seitlich freitragenden Treppen wurde 2013 unter Denkmalschutz gestellt und ist im Denkmalatlas des Bayerischen Landesamtes für Denkmalpflege und in der Liste der Baudenkmäler in Ingolstadt eingetragen.